# Indice des prix à la consommation au Luxembourg
 (décembre 2021).
La mise en forme du texte ne suit pas les recommandations de Wikipédia : il faut le « wikifier ».
Les points d'amélioration suivants sont les cas les plus fréquents :
- Les titres sont pré-formatés par le logiciel. Ils ne sont ni en capitales, ni en gras.
- Le texte ne doit pas être écrit en capitales (les noms de famille non plus), ni en gras, ni en italique, ni en « petit »…
- Le gras n'est utilisé que pour surligner le titre de l'article dans l'introduction, une seule fois.
- L'italique est rarement utilisé : mots en langue étrangère, titres d'œuvres, noms de bateaux, etc.
- Les citations ne sont pas en italique mais en corps de texte normal. Elles sont entourées par des guillemets français : « et ».
- Les listes à puces sont à éviter, des paragraphes rédigés étant largement préférés. Les tableaux sont à réserver à la présentation de données structurées (résultats, etc.).
- Les appels de note de bas de page (petits chiffres en exposant, introduits par l'outil «  Source ») sont à placer entre la fin de phrase et le point final[comme ça].
- Les liens internes (vers d'autres articles de Wikipédia) sont à choisir avec parcimonie. Créez des liens vers des articles approfondissant le sujet. Les termes génériques sans rapport avec le sujet sont à éviter, ainsi que les répétitions de liens vers un même terme.
- Les liens externes sont à placer uniquement dans une section « Liens externes », à la fin de l'article. Ces liens sont à choisir avec parcimonie suivant les règles définies. Si un lien sert de source à l'article, son insertion dans le texte est à faire par les notes de bas de page.
- La présentation des références doit suivre les conventions bibliographiques. Il est recommandé d'utiliser les modèles {{Ouvrage}}, {{Chapitre}}, {{Article}}, {{Lien web}} et/ou {{Bibliographie}}. Le mode d'édition visuel peut mettre en forme automatiquement les références.
- Insérer une infobox (cadre d'informations à droite) n'est pas obligatoire pour parachever la mise en page.

Pour une aide détaillée, merci de consulter Aide:Wikification.
Si vous pensez que ces points ont été résolus, vous pouvez retirer ce bandeau et améliorer la mise en forme d'un autre article.
L’indice des prix à la consommation (IPC) est un outil pour mesurer l’inflation. Il mesure, entre deux dates, la variation des prix de produits consommés par les ménages.
Il a été introduit au Grand Duché de Luxembourg en 1921 par l’Office de la statistique générale. Au Luxembourg, depuis 1962, l’indice des prix à la consommation est calculé et publié mensuellement par le STATEC (Institut national de la statistique et des études économiques du Grand-Duché de Luxembourg). L’IPC est présenté sous forme d’indice-chaîne, c’est-à-dire en enchaînant les indices des prix .
Depuis les années 1920, les instances officielles au Luxembourg s’intéressent à l’évolution des prix. En effet, entre 1913/1914 et 1921, les prix ont quadruplé, équivalant à une augmentation annuelle de plus de 20%. Cette hausse est due principalement au manque de vivres. Les années d’après-guerre étaient marquées par des fortes perturbations économiques et par une inflation considérable.
Pour maintenir le pouvoir d’achat des ménages par rapport à ces tendances inflationnistes importantes, l’échelle mobile des salaires a été introduite progressivement au Luxembourg. Régulièrement les revenus augmentent en fonction de l’indice des prix à la consommation. Si les prix augmentent, les revenus y sont adaptés et augmentent aussi.

## Les instruments pour calculer et mesurer l'inflation
La crise économique après la Première Guerre mondiale a vu l’instauration d’un indice « du coût de la vie » afin de calculer et analyser l’évolution des prix à la consommation.
Le premier indice de ce genre était établi en 1921, dont la base 100 correspondait aux prix moyens de la période de juillet 1913 à juin 1914. Les prix pris en considération dans les calculs étaient ceux de 19 articles de première nécessité, tels que le pain, le beurre, les œufs, le charbon, le gaz ou les vêtements. Ce premier indice avait toutefois ses lacunes puisque plusieurs facteurs n’étaient pas intégrés dans les calculs. Premièrement, seules les « quantités physiques (unités, kg) théoriquement consommées » par une famille composée des parents et de trois enfants ont été prises en compte. Deuxièmement, certains produits étaient ignorés dans les calculs bien que l’évolution de leur prix touchât fortement le budget familial, tel que les produits d’hygiène, de santé et de l’éducation, mais aussi le poisson ou les fruits et légumes.
Pour lutter contre ces lacunes du premier indice, un deuxième a été introduit en janvier 1948. La base 100 correspondait donc aux prix de janvier 1948. Plusieurs articles sont ajoutés dans les calculs, tel que les journaux et le tabac, mais aussi l’évolution du prix de l’électricité a été prise en compte. Toutefois, cet indice était critiqué fortement parce que « sa représentativité à l’égard de l’ensemble de la consommation des ménages est néanmoins restée très insuffisante».
Un troisième indice a été instauré en 1967, dont la base 100 correspond aux prix de janvier 1965. C’est le premier indice avec une base scientifique, analysant la consommation privée dans son intégralité. À partir de 1984, de nouveaux produits sont régulièrement ajoutés aux calculs de l’indice, tels que le loyer en 1987. En 1990, une pondération de tous les ménages et non plus des ménages les plus modestes est ajoutée (à l’exception des indépendants et des agriculteurs). En 1999, afin de répondre aux exigences de la Communauté Européenne, établies dans le Traité constituant l’Union Européenne, l’indice des prix à la consommation a été adaptée. L’indice-chaîne est établi pour ajuster annuellement la pondération. À côté de l’évolution des prix, les habitudes de consommation sont analysées également. Ainsi, l’indice des prix à la consommation harmonisé est introduit.
On distingue ainsi entre l’indice des prix à la consommation harmonisé (IPCH) et l’indice des prix à la consommation national (IPCN). L’IPCH est un indicateur économique, qui mesure les évolutions des prix des biens et services au fil du temps et l’inflation dans la zone euro. Ainsi, il devient un critère de la politique monétaire de la zone euro et permet de converger l’inflation selon les critères établis dans le traité de Maastricht. L’IPCN mesure aussi l’inflation, mais il ne prend en considération que les dépenses des résidents au Luxembourg. L’IPCN se base sur les dépenses de consommation des résidents sur le territoire national, tandis que l’IPCH tient aussi compte des dépenses des non-résidents sur le territoire national.
Pour des fins d’analyse économique, la base 100 correspond actuellement aux prix de 2015. Pour les besoins d’échelle mobile des salaires, la base 100 correspond aux données de janvier 1948.

## La création d’une échelle mobile des salaires
Afin de maintenir le pouvoir d’achat de la population face à l’augmentation des prix due à l’inflation, des mesures devaient être prises. L’échelle mobile des salaires adapte les rémunérations à l’évolution du coût de la vie. Cette adaptation est liée à l’indice des prix à la consommation.
Le 1er juin 1921, ce système d’échelle mobile des salaires a été introduit pour la première fois en faveur des agents des chemins de fer et le 1er juillet pour les fonctionnaires d’État. Une indexation progressive des revenus des ouvriers s’ensuit. Jusqu’à la Deuxième Guerre mondiale, la plupart des contrats collectifs au Luxembourg contenaient une clause liée à l’échelle mobile des salaires.
Après 1945, l’indexation des revenus est devenue une réelle question de sécurité sociale. Ainsi, de nouvelles adaptations ont été faites. Les lois des 10 avril et 29 août 1951 prévoyant une réforme de l’assurance-pension pour tous les employés privés, ont introduit l’échelle mobile dans le système des pensions. Par la loi du 12 juin 1965, toute convention collective doit contenir une clause d’indexation. Par la loi du 27 mai 1975 l’échelle mobile des salaires et des traitements est généralisée. Il est écrit : « Les taux des salaires et traitements résultant de la loi, de la convention collective et du contrat individuel de travail sont adaptés aux variations du coût de la vie ». C’est donc seulement depuis 1975 que toutes les rémunérations salariales et prestations pour les pensionnés et retraités du secteur public et privé sont adaptées à l’évolution des prix à la consommation.
Toutefois, en 1982, l’échelle mobile des salaires a été temporairement suspendue afin de maintenir l’emploi et la compétitivité des entreprises luxembourgeoises, fortement touchées par la crise des années 1970. La relance économique, la restructuration et la modernisation de l’économie luxembourgeoise ont permis le rétablissement du système d’indexation des revenus par les lois du 24 décembre 1984 et du 30 juin 1986.

## Limites et critiques

### Conflits réguliers entre le patronat et le salariat
L’ajustement automatique des salaires à l’évolution des prix ne s’est pas déroulé sans embûches. En effet, l’indice n’est guère apprécié par les employeurs pour trois raisons principales.
Premièrement, l’adaptation des salaires et revenus à l’IPC consiste en des coûts supplémentaires pour les patrons, auxquels ces derniers ne sont pas forcément préparés, puisque, deuxièmement, l’IPC ne tient pas compte de la productivité et des bénéfices de l’entreprise. Une entreprise en difficulté et pertes doit tout aussi bien adapter ses salaires qu’une entreprise qui fait des bénéfices. Troisièmement, l’ajustement automatique des salaires entraîne des hausses de prix défavorables à la compétitivité des entreprises luxembourgeoises.
En revanche, pour de nombreux salariés, l’IPC est l’unique moyen de voir leur revenu augmenter. Cet ajustement des revenus face à l’évolution des prix est d’ailleurs un facteur important pour la paix sociale au Luxembourg. Ainsi, l’échelle mobile des salaires est l’une des plus grandes réalisations sociales du siècle dernier.

### La désindexation des allocations familiales en 2006
La loi du 27 juin 2006 prévoyait la désindexation des allocations familiales. Auparavant, cette aide étatique augmentait tout comme les revenus et les pensions, en fonction de l’IPC.
Selon Jean-Claude Juncker, ministre d’État et des Finances à l’époque, « l’accord que nous avons conclu est un accord pour plus d’emploi, pour plus de compétitivité, pour plus de chances dans la vie, pour plus de solidarité et en même temps c’est un accord pour moins d’inflation et pour des finances publiques plus consolidées ».
Cet accord a été conclu par le comité de coordination tripartite le 28 avril 2006. Dans cet accord, il est écrit : « Afin de créer les marges budgétaires suffisantes pour financer les nouvelles priorités dans le domaine de la politique familiale, les partenaires sociaux et le Gouvernement conviennent de désindexer le forfait d’éducation et les prestations versées par la Caisse nationale des prestations familiales ».
Cette désindexation des allocations familiales a suscité de vives critiques notamment de la part des représentants des salariés et employés. Pour la Chambre des salariés du Luxembourg, la désindexation des allocations familiales a diminué le pouvoir d’achat. Dans un rapport on lit : « Si les prestations familiales étaient toujours indexées, elles seraient aujourd’hui, après 5 tranches indiciaires, de 13,1% supérieures à leur montant figé en 2005 ». Pour l’ALEBA, l’association luxembourgeoise des employés de banques et assurances, la désindexation des allocations familiales fait partie d’un « démantèlement social ». Dans une publication, l’ALEBA regrette que « les salariés et les retraités subissent des pertes substantielles » et que ces « pertes de revenus sont provoquées en plus par la désindexation des prestations familiales et du forfait d’éducation ».
Dans son discours sur l’état de la nation, le Premier ministre Xavier Bettel a annoncé en octobre 2021 que l’allocation familiale va être réindexée. Dès le 1er janvier 2022, le nouvel indice sera appliqué « rétroactivement dans la réindexation de l’allocation familiale ».

### Plafonner l’échelle mobile des salaires
Depuis plusieurs décennies, des débats autour d’une échelle mobile des salaires plafonnée apparaissent régulièrement. À partir d’un certain montant, le revenu ne serait donc plus adapté à la hausse des prix.
D’où vient cette idée de plafonner l’échelle mobile des salaires ? Pour ceux qui gagnent seulement un revenu minimal, une nouvelle tranche indiciaire n’est qu’une petite augmentation, bien que ce sont eux qui souffrent de plus des hausses de prix et qui sont les premiers à perdre leur pouvoir d’achat. Pour ceux qui perçoivent par contre un salaire plus élevé la hausse est plus élevée en chiffres. Le risque de voir diminuer leur pouvoir d’achat est moindre. C’est par conséquent paradoxal que les syndicats et les représentants des salariés ne soutiennent pas l’idée d’un plafonnement de l’échelle mobile des salaires.
Avec une nouvelle tranche de l’index, tous les revenus augmentent. Les gains absolus varient ainsi fortement. Voici un exemple concret de 2013, lorsque les salaires augmentaient de 2,5%.
Une personne qui gagne 1,5 fois le salaire social minimum non-qualifié, soit environ 2.770€, bénéfice uniquement d’une tranche indiciaire de 67,5€. Cependant, un salarié qui gagne 5 fois le salaire social minimum empoche une tranche indiciaire de 225€. Dans son intervention, Carlo Thelen, membre de la Chambre de commerce en 2013, se demande : « Est-ce bien juste ? Est-ce bien légitime ? Notre heureux salarié gagnant 5 fois le salaire social minimum a-t-il réellement besoin de 225€ pour compenser la hausse du prix du lait et du pain, alors que son collègue moins bien loti doit se contenter de 67,5€ ? ».
L’idée de plafonner l’échelle mobile des salaires est surtout soutenue par le patronat et l’Union des entreprises luxembourgeoises. Cependant, les syndicats en restent réticents. Pour eux ce plafonnage se fait au détriment des salariés. L’ALEBA par exemple note qu’un plafonnement affecte « la hiérarchie des salaires à partir d’un niveau relativement bas. La limitation se répercuterait directement sur les bénéficiaires de salaires moyens qui forment la très grande majorité des salariés du secteur financier et qui seraient les grands perdants ». La Chambre des salariés du Luxembourg note : « Plafonner l’indexation n’apportera rien de plus dans la poche du bas ou du milieu de l’échelle salariale. Le seul bénéficiaire de ce plafonnement sera l’entreprise qui verra ses marges progresser davantage encore, alors que même hors finance, les entreprises luxembourgeoises sont les plus rentables d’Europe ». Par ailleurs, « un plafonnement amènera un désordre dans l’échelle des salaires et un risque de démotivation ».

## Conclusion
L’indice des prix à la consommation est devenu au cours des derniers 100 ans un outil efficace pour calculer l’évolution des prix. Sur base de l’IPC, les revenus sont régulièrement adaptés à l’augmentation des prix afin de maintenir le pouvoir d’achat des ménages. Cette mesure sociale s’est installée progressivement au Luxembourg, pour finalement être généralisée en 1975. Toutefois, l’indice et l’indexation des revenus sont régulièrement sujets de discussions. Faut-il plafonner l’indexation ? Est-ce qu’une désindexation des allocations familiales était légitime ? Et puis, l’échelle mobile des salaires n’est guère appréciée par le patronat puisqu’une nouvelle tranche indiciaire signifie une hausse des salaires, à charge des patrons. L’indice des prix à la consommation et l’échelle mobile des revenus restent en fin de compte une réelle « success story » : l’économie luxembourgeoise est le bénéficiaire puisque le pouvoir d’achat des ménages est maintenu.